# Simone Benmussa
Simone Benmussa (5 de junho de 1932 – 4 de junho de 2001) foi uma escritora e directora de teatro francesa, nascida na Argélia. Uma das suas peças mais conhecidas foi The Singular Life of Albert Nobbs

## Biografia
Ela nasceu numa família judia em Tunes e frequentou a escola católica particular Notre-Dame de Sion. Estudou filosofia na Sorbonne e também frequentou a Sciences Po. Benmussa trabalhou em vários teatros com Jean-Louis Barrault. De 1957 a 1989 foi editora-chefe do Les Cahiers Renaud-Barrault. Quando o presidente francês Charles De Gaulle removeu Barrault da direcção do Odéon-Théâtre de l'Europe por causa do seu apoio à revolta estudantil de 1968, Benmussa ficou encarregada das obras teatrais na editora Éditions Gallimard.
Embora ela tenha escrito as suas próprias narrativas de peças, Benmussa foi talvez mais conhecida pela sua peça The Singular Life of Albert Nobbs, que foi baseada num conto de George Moore. A sua peça foi traduzida para o inglês e apresentada em Londres e Nova York. Ela também desenvolveu peças a partir das obras de Henry James, Sigmund Freud, Virginia Woolf, Tolstoy, Nathalie Sarraute, Edith Wharton, Gertrude Stein e outros.
Benmussa publicou vários livros e produziu um documentário Regards sur Nathalie Sarraute em 1978.
Ela recebeu um prémio Obie e o Prix de la révélation théâtrale de l'année du Syndicat de la critique.
Benmussa faleceu de cancro aos 68 anos.